# Reichenbach (Alto Palatinato)
Reichenbach è un comune tedesco di 1 204 abitanti, situato nel land della Baviera.